# Tribulaun di Dentro
Tribulaun di Dentro är en bergstopp i Österrike.   Den ligger i förbundslandet Tyrolen, i den västra delen av landet, 400 km väster om huvudstaden Wien. Toppen på Tribulaun di Dentro är 2 945 meter över havet, eller 200 meter över den omgivande terrängen. Bredden vid basen är 0,53 km.
Terrängen runt Tribulaun di Dentro är huvudsakligen bergig. Närmaste större samhälle är Steinach am Brenner, 13,8 km nordost om Tribulaun di Dentro. 
Trakten runt Tribulaun di Dentro består i huvudsak av gräsmarker. Runt Tribulaun di Dentro är det ganska glesbefolkat, med 32 invånare per kvadratkilometer.